# Olimpija Riga
Maillots
Le FK Olimpija Riga est un ancien club letton de football basé à Riga. Le club est fondé en 1992 et dissout en 1995.

## Historique

### Histoire
L'équipe évolue à 4 reprises dans le championnat de Lettonie entre 1992 et 1995. Elle se classe deuxième du championnat en 1993, ce qui constitue sa meilleure performance dans cette compétition.
Le club remporte la Coupe de Lettonie en 1994, ce qui lui permet de participer dans la foulée à la Coupe des coupes.

### Repères historiques
- 1992 : fondation du club sous le nom de Kompar/Daugava Riga
- 1993 : le club est renommé Olimpija Riga
- 1994 : 1re participation à une Coupe d'Europe (C2, saison 1994/1995)
- 1995 : dissolution du club

## Bilan sportif

### Palmarès
- Championnat de Lettonie
  - Vice-champion : 1993

- Coupe de Lettonie (1) 
  - Vainqueur : 1994
  - Finaliste : 1992

### Bilan européen
| Saison    | Compétition      | Tour              | Club          | Domicile | Extérieur | Total |
| --------- | ---------------- | ----------------- | ------------- | -------- | --------- | ----- |
| 1994-1995 | Coupe des coupes | Tour préliminaire | FK Bodø/Glimt | 0 - 0    | 0 - 6     | 0 - 6 |

Légende
- Victoire ou qualification pour le tour suivant
- Match nul
- Défaite ou élimination de la compétition

## Anciens joueurs
- Oļegs Karavajevs
- Igors Korabļovs
- Jurijs Popkovs
- Andrejs Štolcers
- Dzintars Sproģis
- Vitālijs Teplovs